# Les Risques du métier (nouvelle)
Pour les articles homonymes, voir Les Risques du métier.
Les Risques du métier est une nouvelle de science-fiction de Richard Canal, publiée en février 1984.

## Publications
La nouvelle a notamment été publiée dans :
- la revue Fiction no 348, éditions OPTA, février 1984 ;
- La Frontière éclatée, anthologie, Le Livre de poche, 1989.

## Résumé
Dans cette ville portuaire, Stéphane est un homme doté de pouvoirs télépathiques : il a le don de lire les pensées de certains criminels. Or depuis quelques semaines, un tueur étrangle méticuleusement des femmes seules. Et ce soir là, Stéphane « pressent » que l'étrangleur va récidiver. Il avertit son contact à la PJ locale, le commissaire Angelis. Une patrouille est envoyée sur les lieux supposés de la future agression. Le commissaire Angelis vient récupérer Stéphane à son domicile afin qu'il identifie le meurtrier, et durant le trajet, lui annonce que le ministère de l'Intérieur a décidé de se passer à l'avenir de ses services. 
Peu de temps après, le tueur est arrêté par la police au moment où il s'apprêtait à assassiner une prostituée. L'homme, qui était obsédé par le cou de ses victimes, envoie une « décharge télépathique empathique » intense à Stéphane, qui comprend les motivations profondes du tueur. 
Désormais, Stéphane décide de devenir, à son tour, un étrangleur ; et pour commencer, il décide de tuer la prostituée que le tueur n'avait pas eu le temps d'étrangler grâce à son intervention.

## Signification du titre
Le titre peut faire référence à Stéphane : collaborateur occasionnel de la police, son « risque du métier » est d'être remercié du jour au lendemain.
Il peut aussi faire référence à la prostituée qu'il envisage de tuer, le « risque du métier » de la prostituée étant de croiser un homme aux sinistres instincts.